# 와다촌 (와카야마현)
와다촌(和田村)은 와카야마현 히다카군에 설치되었던 촌이다. 현재의 미하마정에 해당한다.